# Leichtathletik-Weltmeisterschaften 2015/Teilnehmer (Polen)
| Gelbes Symbol für Goldmedaillen mit stilisierten Olympischen Ringen | Graues Symbol für Silbermedaillen mit stilisierten Olympischen Ringen | Braundes Symbol für Bronzemedaillen mit stilisierten Olympischen Ringen |
| ------------------------------------------------------------------- | --------------------------------------------------------------------- | ----------------------------------------------------------------------- |
| 3                                                                   | 1                                                                     | 4                                                                       |

Der Leichtathletikverband Polens nominierte 50 Athleten für die Leichtathletik-Weltmeisterschaften 2015 in der chinesischen Hauptstadt Peking.

## Medaillen
Mit drei gewonnenen Gold-, einer Silber- und vier Bronzemedaillen belegte das polnische Team Rang 6 im Medaillenspiegel.

### Medaillengewinner
| Gold - Piotr Małachowski: Diskuswurf - Paweł Fajdek: Hammerwurf - Anita Włodarczyk: Hammerwurf | Silber - Adam Kszczot: 800 m | Bronze - Paweł Wojciechowski: Stabhochsprung - Piotr Lisek: Stabhochsprung - Robert Urbanek: Diskuswurf - Wojciech Nowicki: Hammerwurf |

## Ergebnisse

### Männer

#### Laufdisziplinen
| Athlet                                                      | Disziplin        | Vorlauf        | Vorlauf | Halbfinale         | Halbfinale         | Finale             | Finale             |
| Athlet                                                      | Disziplin        | Zeit           | Platz   | Zeit               | Platz              | Zeit               | Platz              |
| ----------------------------------------------------------- | ---------------- | -------------- | ------- | ------------------ | ------------------ | ------------------ | ------------------ |
| Karol Zalewski                                              | 200 m            | 20,77 s        | 40      | nicht qualifiziert | nicht qualifiziert | nicht qualifiziert | nicht qualifiziert |
| Adam Kszczot                                                | 800 m            | 1:46,62 min    | 9       | 1:44,97 min        | 3                  | 1:46,08 min        | Silber             |
| Marcin Lewandowski                                          | 800 m            | 1:46,25 min    | 7       | 1:45,34 min        | 7                  | nicht qualifiziert | nicht qualifiziert |
| Artur Kuciapski                                             | 800 m            | 1:49,22 min    | 39      | nicht qualifiziert | nicht qualifiziert | nicht qualifiziert | nicht qualifiziert |
| Artur Noga                                                  | 110 m Hürden     | 13,49 s        | 20      | 13,37 s SB         | 12                 | nicht qualifiziert | nicht qualifiziert |
| Patryk Dobek                                                | 400 m Hürden     | 48,94 s        | 8       | 48,40 s PB         | 4                  | 49,14 s            | 7                  |
| Krystian Zalewski                                           | 3000 m Hindernis | 8:25,10 min    | 4       |                    |                    | 8:21,22 min SB     | 9                  |
| Rafał Augustyn                                              | 50 km Gehen      |                |         |                    |                    | 3:57:30 h          | 28                 |
| Łukasz Nowak                                                | 50 km Gehen      |                |         |                    |                    | disqualifiziert    | disqualifiziert    |
| Adrian Błocki                                               | 50 km Gehen      |                |         |                    |                    | 3:49:11 h PB       | 11                 |
| Łukasz Krawczuk Jakub Krzewina Rafał Omelko Michał Pietrzak | 4 × 400 m        | 3:00,72 min SB | 11      |                    |                    | nicht qualifiziert | nicht qualifiziert |

#### Sprung/Wurf
| Athlet              | Disziplin      | Qualifikation       | Qualifikation       | Finale             | Finale             |
| Athlet              | Disziplin      | Weite/Höhe          | Platz               | Weite/Höhe         | Platz              |
| ------------------- | -------------- | ------------------- | ------------------- | ------------------ | ------------------ |
| Sylwester Bednarek  | Hochsprung     | 2,22 m              | 33                  | nicht qualifiziert | nicht qualifiziert |
| Paweł Wojciechowski | Stabhochsprung | 5,70 m              | 1                   | 5,80 m             | Bronze             |
| Piotr Lisek         | Stabhochsprung | 5,70 m              | 7                   | 5,80 m             | Bronze             |
| Robert Sobera       | Stabhochsprung | 5,70 m              | 1                   | 5,50 m             | 15                 |
| Tomasz Majewski     | Kugelstoßen    | 20,34 m             | 10                  | 20,82 m SB         | 6                  |
| Konrad Bukowiecki   | Kugelstoßen    | keine gültige Weite | keine gültige Weite | nicht qualifiziert | nicht qualifiziert |
| Piotr Małachowski   | Diskuswurf     | 65,59 m             | 2                   | 67,40 m            | Gold               |
| Robert Urbanek      | Diskuswurf     | 64,23 m             | 5                   | 65,18 m            | Bronze             |
| Paweł Fajdek        | Hammerwurf     | 78,38 m             | 1                   | 80,88 m            | Gold               |
| Wojciech Nowicki    | Hammerwurf     | 76,72 m             | 4                   | 78,55 m            | Bronze             |
| Marcin Krukowski    | Speerwurf      | 78,91 m             | 21                  | nicht qualifiziert | nicht qualifiziert |

#### Zehnkampf
| Athlet          | Disziplin | 100 m   | Weit- sprung | Kugel- stoßen | Hoch- sprung | 400 m      | 110 m Hürden | Diskus- wurf | Stabhoch- sprung | Speer- wurf | 1500 m      | Punkte | Platz |
| --------------- | --------- | ------- | ------------ | ------------- | ------------ | ---------- | ------------ | ------------ | ---------------- | ----------- | ----------- | ------ | ----- |
| Paweł Wiesiołek | Ergebnis  | 11,07 s | 7,08 m       | 13,50 m       | 1,98 m       | 48,55 s PB | 14,82 s      | 41,55 m      | 4,50 m           | 54,08 m     | 4:39,31 min | 7705   | 17    |
| Paweł Wiesiołek | Punkte    | 845     | 833          | 698           | 785          | 883        | 871          | 696          | 760              | 649         | 685         | 7705   | 17    |

### Frauen

#### Laufdisziplinen
| Athlet                                                                   | Disziplin    | Vorlauf     | Vorlauf | Halbfinale         | Halbfinale         | Finale             | Finale             |
| Athlet                                                                   | Disziplin    | Zeit        | Platz   | Zeit               | Platz              | Zeit               | Platz              |
| ------------------------------------------------------------------------ | ------------ | ----------- | ------- | ------------------ | ------------------ | ------------------ | ------------------ |
| Anna Kiełbasińska                                                        | 200 m        | 22,95 s     | 15      | 23,07 s            | 21                 | nicht qualifiziert | nicht qualifiziert |
| Iga Baumgart                                                             | 400 m        | 52,02 s PB  | 28      | nicht qualifiziert | nicht qualifiziert | nicht qualifiziert | nicht qualifiziert |
| Patrycja Wyciszkiewicz                                                   | 400 m        | 51,31 s PB  | 17      | 51,94 s            | 21                 | nicht qualifiziert | nicht qualifiziert |
| Małgorzata Hołub                                                         | 400 m        | 51,74 s PB  | 25      | nicht qualifiziert | nicht qualifiziert | nicht qualifiziert | nicht qualifiziert |
| Joanna Jóźwik                                                            | 800 m        | 2:01,62 min | 30      | 1:58,35 min PB     | 4                  | 1:59,09 min        | 7                  |
| Sofia Ennaoui                                                            | 800 m        | 2:01,16 min | 22      | 2:00,11 min PB     | 18                 | nicht qualifiziert | nicht qualifiziert |
| Sofia Ennaoui                                                            | 1500 m       | 4:06,94 min | 17      | 4:16,70 min        | 17                 | nicht qualifiziert | nicht qualifiziert |
| Renata Pliś                                                              | 1500 m       | 4:05,89 min | 13      | 4:15,10 min        | 11                 | nicht qualifiziert | nicht qualifiziert |
| Angelika Cichocka                                                        | 1500 m       | 4:11,08 min | 27      | 4:09,19 min        | 7                  | 4:13,22 min        | 8                  |
| Karolina Kołeczek                                                        | 100 m Hürden | 13,05 s     | 20      | 12,97 s            | 15                 | nicht qualifiziert | nicht qualifiziert |
| Joanna Linkiewicz                                                        | 400 m Hürden | 56,51 s     | 25      | nicht qualifiziert | nicht qualifiziert | nicht qualifiziert | nicht qualifiziert |
| Agnieszka Dygacz                                                         | 20 km Gehen  |             |         |                    |                    | 1:39:06 h          | 38                 |
| Marta Jeschke Anna Kiełbasińska Agata Forkasiewicz Weronika Wedler       | 4 × 100 m    | 43,20 s SB  | 11      |                    |                    | nicht qualifiziert | nicht qualifiziert |
| Patrycja Wyciszkiewicz Małgorzata Hołub Joanna Linkiewicz Justyna Święty | 4 × 400 m    | 3:32,83 min | 15      |                    |                    | nicht qualifiziert | nicht qualifiziert |

#### Sprung/Wurf
| Athletin         | Disziplin   | Qualifikation | Qualifikation | Finale             | Finale             |
| Athletin         | Disziplin   | Weite/Höhe    | Platz         | Weite/Höhe         | Platz              |
| ---------------- | ----------- | ------------- | ------------- | ------------------ | ------------------ |
| Kamila Lićwinko  | Hochsprung  | 1,92 m        | 9             | 1,99 m NR          | 4                  |
| Paulina Guba     | Kugelstoßen | 17,73 m       | 12            | 17,52 m            | 11                 |
| Anita Włodarczyk | Hammerwurf  | 75,01 m       | 1             | 80,85 m CR         | Gold               |
| Joanna Fiodorow  | Hammerwurf  | 68,72 m       | 17            | nicht qualifiziert | nicht qualifiziert |
| Malwina Kopron   | Hammerwurf  | 69,53 m       | 14            | nicht qualifiziert | nicht qualifiziert |
| Maria Andrejczyk | Speerwurf   | 56,75 m       | 28            | nicht qualifiziert | nicht qualifiziert |

#### Siebenkampf
| Athletin          | Disziplin | 100 m Hürden | Hochsprung | Kugelstoßen | 200 m   | Weitsprung | Speerwurf | 800 m       | Punkte | Platz |
| ----------------- | --------- | ------------ | ---------- | ----------- | ------- | ---------- | --------- | ----------- | ------ | ----- |
| Karolina Tymińska | Ergebnis  | 13,52 s SB   | 1,65 m     | 13,79 m     | 24,15 m | 6,08 m     | 34,66 m   | 2:13,04 min | 5948   | 20    |
| Karolina Tymińska | Punkte    | 1047         | 795        | 780         | 966     | 874        | 565       | 921         | 5948   | 20    |